# Hexatoma ocellifera
Hexatoma ocellifera är en tvåvingeart som först beskrevs av Alexander 1915.  Hexatoma ocellifera ingår i släktet Hexatoma och familjen småharkrankar.
Artens utbredningsområde är Puerto Rico. Inga underarter finns listade i Catalogue of Life.